# 根粒

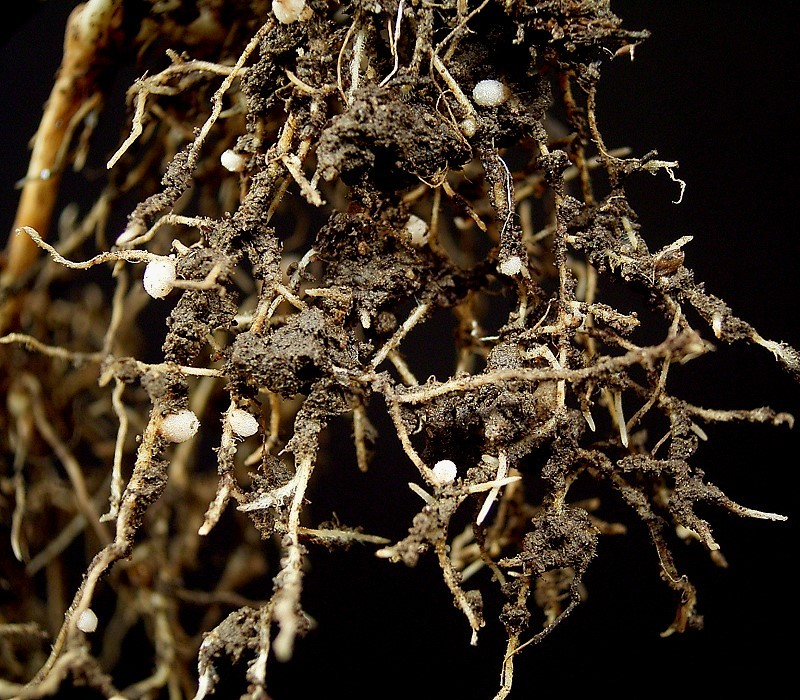
1. イブキノエンドウの根粒をつけた根

根粒（根瘤、こんりゅう、英: root nodule, root tubercle）とは、窒素固定（窒素ガスをアンモニアに変換する）を行う根粒菌が植物の根に侵入・共生して形成されたコブ状の構造のことである（図1）。根粒内において、根粒菌は植物に窒素栄養分を供給し、植物から有機物を受け取る相利共生関係が成立している。根粒菌の酸素呼吸と窒素固定に必要な微好気的な環境（酸素がわずかに存在する環境）をつくるため、根粒内では酸素と結合するタンパク質（レグヘモグロビン）が多量に産生される。根粒はマメ科の植物に広く見られるが、グミやヤマモモ、ハンノキは根粒菌ではなく放線菌と共生し、やや異なるタイプの根粒を形成する。

## 構造
根粒は、マメ科植物の根に形成されるコブ状の構造であり（図2a, b）、この内部に窒素固定能をもつ根粒菌（rhizobium, pl. rhizobia）が共生している（図2c）。根粒中の根粒菌は、自由生活状態の根粒菌とは異なる性質（分裂停止、肥大化）を示すようになり、このような状態の根粒菌はバクテロイド（bacteroid）とよばれる（図2d）。バクテロイドは根粒を構成する植物細胞中に存在し、膜（ペリバクテロイド膜 peribacteroid membrane, PBM）で包まれている。バクテロイドがペリバクテロイド膜に包まれたものはシンビオソーム（symbiosome）ともよばれる。根粒中では、根粒菌を含む細胞と全く含まない細胞が混在していることもある。
例外的に、クサネムやツノクサネム属（セズパニア、Sesbania）などでは、根粒菌が茎に共生して茎粒（stem nodule）を形成する。
マメ科の根粒中には特異な酸素結合タンパク質であるレグヘモグロビン（leghemoglobin, Lb）が大量に存在し、根粒中の全タンパク質量の30%に達することもある。レグヘモグロビンが存在するため、根粒中で活発な窒素固定が行われている部分は赤色を呈する（図2a, 図3c）。レグヘモグロビンの存在によって、窒素固定と酸素呼吸が共に可能である微好気環境が根粒内に形成される（下記参照）。
マメ科の根粒には、大きく分けて2つの型が知られている。有限型根粒（determinate root nodule）には分裂組織はなく、根粒菌に感染した細胞が分裂して肥大生長する（図3a）。形成される根粒はふつう球形であり、ダイズやインゲンマメ、ラッカセイなどに見られる。一方、無限型根粒（indeterminate root nodule）は先端側に分裂組織をもち、形成された細胞が根粒菌に感染して成熟していくため、先端側から基部側へ異なる成熟段階の層がならんでいる（図3b, c）。根粒は基本的に円筒状であり、シロツメクサやエンドウ、ウマゴヤシ属などに見られる。いずれの場合も、根粒菌を含む部分が維管束で囲まれている（図2c, 図3a, b）。

## 形成

4. Nod因子の基本構造: 赤字部分に多様性がある。

マメ科植物における根粒形成は、根粒菌と植物の間の情報交換によって制御されている。根粒形成に働く植物の遺伝子はノドュリン遺伝子（nodulin gene）、根粒菌の遺伝子はノドュレーション遺伝子（nodulation gene; nod遺伝子）とよばれる。根粒菌は、特定の植物が分泌するフラボノイドやベタレインに誘引され根毛に付着、Nod因子（根粒形成因子、Nod facter）を生成する（図4）。Nod因子は根粒菌の種によってそれぞれ少しずつ異なるリポキチンオリゴ糖であり、植物に根粒形成のための変化を引き起こす。Nod因子に反応した根毛の先端が屈曲（カーリング）して根粒菌を包み込み、根毛の細胞壁の一部が分解され、細胞膜が陥入して形成された感染糸（infection thread）を通って根粒菌が根毛細胞内に侵入する。根毛ではなく、傷や表皮の隙間から感染糸を介さずに根粒菌が侵入する例もある。根毛細胞の内側に放出された根粒菌は、さらに内側の細胞に形成された感染糸を通って内側に侵入していく。また植物の皮層内部の一部（原生木部の反対側）で細胞が脱分化、分裂を開始し根粒原基（nodule primodium）が形成され、ここに感染糸が達して根粒となる細胞が根粒菌に感染する。根粒原基は発達し、中心柱から伸長した維管束が感染細胞組織を取り囲むようになって根粒となる。
植物が枯死したり、古くなった根粒では組織が崩壊し、根粒菌は土壌に放出される。根粒菌は、土壌中で自由生活を行うことができる。

## 機能

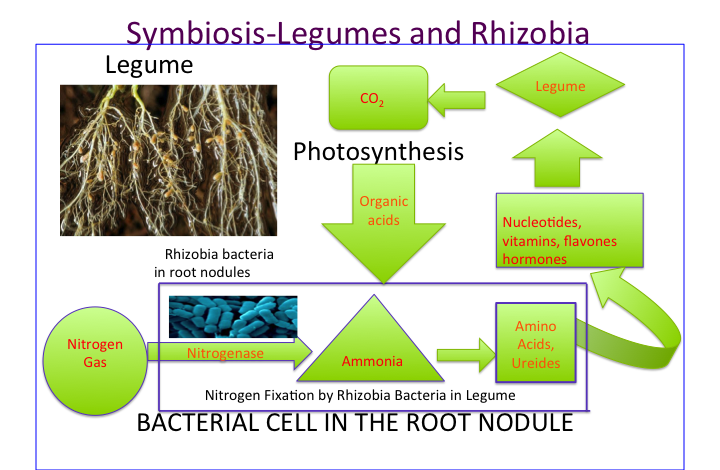
5. マメ科植物と根粒菌との共生における物質交換

窒素は核酸やタンパク質の構成成分であり、すべての生物にとって必須の元素である。窒素は窒素分子（N2）の形で空気中に大量に存在（容量比で78%）するが、これを直接利用できる生物は原核生物の一部に限られている。根粒菌は窒素分子を固定し、植物が利用可能なアンモニアを供給する。窒素固定には大量のエネルギー（ATP）が必要であり、これを代謝する酵素であるニトロゲナーゼ（nitrogenase）は酸素に触れると失活する。根粒菌は酸素呼吸によってATPを得ているため酸素が必要であるが、ニトロゲナーゼを保護するためには酸素を遮断する必要がある。そのため、マメ科の根粒ではレグヘモグロビンによって好適な酸素濃度が維持されている。レグヘモグロビンは酸素親和性が極めて高いが、根粒菌の細胞膜上に存在するシトクロムオキシダーゼはさらに親和性が高く、低酸素濃度での酸素呼吸を可能にしている。この少量の酸素は根粒菌の細胞膜で消費されるため、ニトロゲナーゼが働く細胞内部は嫌気的状態に保たれる。また植物からはリンゴ酸など有機酸が供給され、根粒菌はこれをクエン酸回路に組み入れて還元剤（NADH）を生成、酸素呼吸とともにジニトロゲナーゼ還元酵素の還元に用いられる。
根粒菌によって固定された窒素はアンモニアの形で植物細胞に放出される。アンモニアは、グルタミンシンテターゼとNADH依存性グルタミン酸シンターゼによってアミドに変換される。さらにエンドウやウマゴヤシではアミド基をもつグルタミンやアスパラギンの形で（アミド輸送型）、ダイズやササゲではウレイド基をもつアラントインやアラントイン酸の形で（ウレイド輸送型）地上部に輸送される。
根粒における窒素固定は、地球上の窒素循環において極めて重要な要素である。その固定量は、1ヘクタールあたり年間で窒素100キログラム (kg) 以上になると推定されており、また年間1000–1400万トンに達する陸上環境における窒素固定の90%は生物（その多くが根粒共生細菌）によるとも考えられている。ただし根粒の形成・窒素固定量は安定したものではなく、土壌中の窒素量や水分量、ストレスなどによって大きく変動する。

## 宿主と共生菌
マメ科植物の多くは、根粒菌と共生して根粒を形成する。ただしマメ科の中には、根粒形成能を欠く系統も存在する（特に初期分岐群）。また熱帯雨林では、マメ科植物の44%が窒素固定を行わない例が報告されている。
根粒菌は、プロテオバクテリア門のアルファプロテオバクテリア綱とベータプロテオバクテリア綱に属する系統的にはひとまとまりではないさまざまな属が知られている（表1）。これら2つの綱の根粒菌は、α-根粒菌（α-rhizobia）、β-根粒菌（β-rhizobia）とよばれることがある。根粒形成に関わる遺伝子群の水平伝播によって、系統的に遠縁な細菌が根粒菌となったと考えられている。
| 表1. 根粒菌の分類 - アルファプロテオバクテリア綱、リゾビウム目 - リゾビウム科 … リゾビウム属 Rhizobium、Neorhizobium、Pararhizobium、Ensifer、シノリゾビウム属 Sinorhizobium、Shinella、Endobacterium、Gellertiella、Ciceribacter、Pseudorhizobium、Peteryoungia - フィロバクテリウム科 … Hoeflea、Aminobacter、フィロバクテリウム属 Phyllobacterium - メチロバクテリウム科 … Methylobacterium、Microvirga - ブルセラ科 … Ochrobactrum - ヒフォミクロビウム科 … アゾリゾビウム属 Azorhizobium、Devosia - ブラディリゾビウム科 … ブラディリゾビウム属 Bradyrhizobium - ベータプロテオバクテリア綱、バークホルデリア目 - バークホルデリア科 … バークホルデリア属 Burkholderia、Paraburkholderia、Cupriavidus、Trinickia |

宿主植物と根粒菌の種特異性は一般的には極めて高いが、複数種の根粒菌と共生する植物種もある。特異性が低い植物種は、特異性が高いものにくらべて新たな環境に侵入しやすいとされる。
宿主植物と共生細菌の関係は必ずしも単縦な相利共生とは限らない。窒素固定を行わない細菌が根粒を形成することもある。植物は感染する細菌を積極的に選別することはできないが、非効率的な共生菌に対する制裁や、より良い共生菌に投資を増やすなどの感染後制御を行う例が知られている。また根粒菌の共生は、菌根共生や内生菌など他の共生微生物とも関わっている。

## マメ科以外の根粒
マメ科以外にもいくつかの植物は、窒素固定能をもつ微生物と共生している。グミやヤマモモ、ハンノキは放線菌のフランキア属（Frankia）と共生してマメ科のものとはやや異なる根粒を形成する（図6a, b）。このような根粒はふつう分裂組織をもつ無限型であり、マメ科の根粒とは異なり根粒の中心に維管束が存在し、その周囲に放線菌を含む細胞が分布する。フランキア属は窒素固定の場としてベシクル（vesicle）とよばれる膨潤構造を形成し（図6c）、この部分がホパノイド脂質の多層膜で覆われて酸素透過を防いでいる。ただしモクマオウ科では宿主によるヘモグロビン生成や細胞壁のリグニン化によって酸素防御しており、ベシクル形成は起こらない。放線菌が共生者となる根粒は放線菌根（actinorrhiza, actinorhiza）ともよばれ、またこのような植物はアクチノリザル植物（放線菌根性植物、actinorrhizal plants, actinorhizal plants）とよばれる。アクチノリザル植物には、表2に示したものが知られる。
| 表2. アクチノリザル植物の一覧 各属のカッコ内は共生フランキアの系統（A = Alnus株; C = Casuarina株; E = Elaeagnus株; R = Rosaceous株; nd = 未調査） - バラ目 Rosales - バラ科 Rosaceae（チョウノスケソウ亜科 Dryadoideae） - Cercocarpus（R）、Chamaebatia（R）、Purshia（R）、チョウノスケソウ属 Dryas（R）（図7a） - クロウメモドキ科 Rhamnaceae - Ceanothus（R）、Colletia（E）、Discaria（E）、Kentrothamnus（E）、Retanilla（E）、Trevoa（E） - グミ科 Elaeagnaceae - Hippophae（E）、Shepherdia（E）、グミ属 Elaeagnus（E）（図7b） - ブナ目 Fagales - ヤマモモ科 Myricaceae - Comptonia（A, E）、Morella（A, E）、ヤマモモ属 Myrica（A）（図7c） - モクマオウ科 Casuarinaceae - Allocasuarina（C）、Ceuthostoma（nd）、Gymnostoma（E）、モクマオウ属 Casuarina（C）（図7d） - カバノキ科 Betulaceae - ハンノキ属 Alnus（A）（図7e） - ウリ目 Cucurbitales - ドクウツギ科 Coriariaceae - ドクウツギ属 Coriaria（R）（図7f） - ナギナタソウ科（ダティスカ科）Datiscaceae - ナギナタソウ属 Datisca（R） 7a. チョウノスケソウ7b. アキグミ7c. ヤマモモ7d. トキワギョリュウ7e. ハンノキ7f. ドクウツギ |

上記のようにアクチノリザル植物はバラ目、ブナ目、ウリ目に知られるが、これら3目はマメ目と近縁であり、合わせて窒素固定クレード（nitrogen fixing clade）とよばれる単系統群を形成している。アクチノリザル植物における根粒形成の機構やタンパク質はマメ科の根粒形成のものとほぼ共通しており、この共通のシステムは窒素固定クレードの共通祖先で獲得されたとも考えられるている。ただし窒素固定クレードの中で実際に窒素固定細菌と共生しているものはごく一部であり（特にバラ目、ブナ目、ウリ目）、系統的にも離れたものに散見される。そのため、窒素固定クレードの共通祖先において窒素固定細菌との共生の起因となるシステムが獲得され（プレディスポジョション predisposition とよばれる）、その後に窒素固定クレード内のさまざまな系統において実際の共生の獲得・欠失が独立に何度も起こったとも考えられている。またバラ目アサ科の Trema andersonii（= Parasponia andersonii）はマメ科以外では唯一根粒菌と共生して根粒を形成することが知られており、放線菌から根粒菌への共生者転換が起こったと考えられている。
根粒形成に関わる遺伝子の多くは菌根（アーバスキュラー菌根）に関わる遺伝子と共通することが知られており、根粒形成は進化的に先行するアーバスキュラー菌根形成の機構を利用して生じたと考えられている。
このほかにも Arctostaphylos（ツツジ科）、Zygophyllum（ハマビシ科）、コーヒーノキ（アカネ科）、イヌマキ、ナギ（マキ科）、コウヤマキ（コウヤマキ科）などからも根粒に類似した構造が報告されているが、窒素固定細菌の共生や窒素固定能が確実に示された例はない。

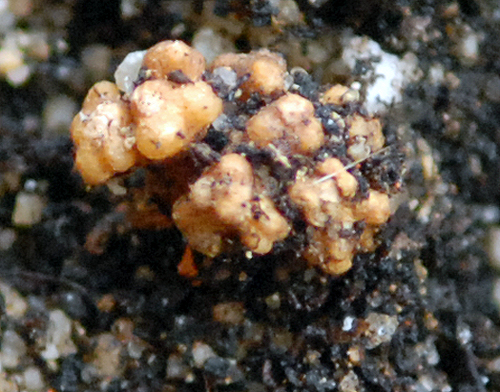
8. ナンヨウソテツのサンゴ状根

シアノバクテリア（藍藻）は光合成能をもつが、同時に窒素固定能をもつものも多く、このようなシアノバクテリアが陸上植物と共生している例がいくつか知られている。シアノバクテリアが共生している陸上植物として、ウスバゼニゴケ科（苔類）、ツノゴケ類、アカウキクサ属（薄嚢シダ類）、ソテツ類（裸子植物）、グンネラ（被子植物）などがある。この中でソテツ類はサンゴ状根（coralloid root）とよばれる特殊化した根にシアノバクテリアのネンジュモ属が共生しており（図8）、この根は根粒の1型として扱われたことがある。
サトウキビ（イネ科）やサツマイモ（ヒルガオ科）などの植物の茎や葉の細胞間隙に、窒素固定能をもつ細菌が内生菌として生育していることがある。

## 人間との関わり
マメ科植物は根粒によって窒素固定を行うため、自らに必要な窒素栄養分を作り出すともに、土壌に窒素栄養分を供給することも可能である。その機構は不明だったものの、マメ科作物を栽培することで耕作地の地力を回復することは古くから中国で行われていた。また18世紀イングランドで普及したノーフォーク農法では、マメ科のクローバーを輪作に組み込むことによって地力低下を防いでいた。その後1888年、マルティヌス・ベイエリンクによって根粒に共生する根粒菌が窒素固定を行うことが発見された。現代の農業では窒素栄養分の供給は主に化学肥料に依存しているが、湖沼の富栄養化など環境問題を引き起こしており、根粒をもつマメ科植物を利用した環境負荷の少ない農業が注目されている。

## 関連文献
- 『マメ科植物の根粒と側根の発達は共通した遺伝子が制御することを発見』（プレスリリース）基礎生物学研究所、理化学研究所、2019年11月22日。2022年12月30日閲覧。
- 林誠「共生のしくみ －植物と土壌微生物の遺伝子ネットワーク」『季刊「生命誌」』第44号、JT生命誌研究館、2004年。2022年11月28日閲覧。